# Matthieu Péché
Matthieu Péché, né le 7 octobre 1987 à Épinal, est un céiste français pratiquant le slalom avec son coéquipier Gauthier Klauss.
Il occupe le poste de manager de l'équipe Esport Vitality sur Counter-strike de juin 2019 à décembre 2024.

## Carrière
Comme Gauthier Klauss, Matthieu Péché est étudiant en école de commerce à l'ESC Pau, puis tous deux travaillent à la SNCF.
En 2004, il remporte le premier de ses quatre titres de Champion d’Europe. 
En 2010 et 2011, il remporte successivement les championnats du monde par équipe avec son coéquipier Gauthier Klauss en canoë biplace (C2). 
Lors des Jeux olympiques de 2012 à Londres, il rate de peu le podium pour finir à la 4e place. Récemment, il remporte la coupe du monde au classement général avec 3 victoires d’étapes, à Augsbourg, Séo d'Urgell et Tacen. 
En 2013, parallèlement à sa carrière de sportif de haut niveau, Matthieu rejoint le dispositif Athlètes SNCF en tant que Chargé de Projet Marketing.
Lors des Jeux olympiques de 2016, il obtient avec Gauthier Klauss, la médaille de bronze dans l'épreuve du slalom de canoë-kayak dans la catégorie C2.
En 2017, il obtient avec Gauthier Klauss le titre de Champion du Monde en canoë biplace (C2) à Pau ,  France.
En 2018, il remporte la médaille de bronze avec Gauthier Klauss lors des Championnats d'Europe. À l'issue de cette compétition qui est la dernière pour eux, il coupent symboliquement leur canoé en deux avec une scie circulaire pour protester contre le retrait de leur discipline des JO et des championnats du monde.
Voici les différents classements à l'issue des différentes saisons.
| Année      | 2017 | 2016 | 2015 | 2014 | 2013 | 2012 | 2011 | 2010 |
| ---------- | ---- | ---- | ---- | ---- | ---- | ---- | ---- | ---- |
| Classement | 4e   | 1er  | 1er  | 1er  | 2e   | 4e   | 8e   | 18e  |

| Année      | 2017 | 2016 | 2015 | 2014 | 2013 | 2012 | 2011 | 2010 |
| ---------- | ---- | ---- | ---- | ---- | ---- | ---- | ---- | ---- |
| Classement | 3e   | 17e  | 1er  | 9e   | 1er  | 8e   | 2e   | 26e  |

Le 5 juin 2019, il devient manager de l'équipe d'esport Vitality sur le jeu Counter Strike : Global Offensive et remplace ainsi l'ancien manager Alexandre "Zuper" Gillet.

## Palmarès

### Jeux olympiques
- 2012 à Londres,  Angleterre
  - 4e place en C2
- 2016 à Rio de Janeiro,  Brésil
  -  Médaille de bronze en C2[7]

### Championnats du monde de canoë-kayak slalom
- 2010 à Tacen,  Slovénie
  -  Médaille d'or en C2 par équipe
- 2011 à Bratislava,  Slovaquie
  -  Médaille d'or en C2 par équipe
- 2014 à Deep Creek Lake,  États-Unis
  -  Médaille d'or en C2 par équipe
- 2015 à Londres,  Royaume-Uni
  -  Médaille de bronze en C2[8]
  -  Médaille d'or en C2 par équipe
- 2017 à Pau,  France
  -  Médaille d'or en C2 [9]
  -  Médaille d'or en C2 par équipe

### Coupe du monde de canoë-kayak slalom
La coupe du monde est une compétition constituée de plusieurs étapes qui se déroulent sur la saison.
Chaque étape permet de marquer des points par rapport à son classement.
Le vainqueur au classement général des étapes remporte l'épreuve.
- 2011 
  -  Médaille d'or à L'Argentière La Bessée,  France
- 2012
  -  Médaille d'argent à Prague,  République tchèque
- 2013
  -  Médaille d'or à Augsbourg,  Allemagne
  -  Médaille d'or à La Seu d'Urgell,  Espagne
  -  Médaille d'or à Tacen,  Slovénie
  -  Médaille de bronze à Bratislava,  Slovaquie
- 2014
  -  Médaille d'or à Augsbourg,  Allemagne
- 2015
  -  Médaille d'or à La Seu d'Urgell,  Espagne
  -  Médaille d'or à Prague,  République tchèque
  -  Médaille d'argent à Pau,  France
  -  Médaille d'argent à Liptovsky-Mikulas,  Slovaquie
- 2017
  -  Médaille d'argent à Prague,  République tchèque[10]
  -  Médaille de bronze à Augsbourg,  Allemagne[11]
  -  Médaille de bronze à Ivréa,  Italie[12]
  -  Médaille de bronze à La Seu d'Urgell,  Espagne

### Championnats d'Europe de canoë-kayak slalom
- 2004 à Skopje,  Macédoine
  -  Médaille d'or en C2 par équipe
- 2005 à Tacen,  Slovénie
  -  Médaille d'or en C2 par équipe
- 2007 à Liptovský Mikuláš,  Slovaquie
  -  Médaille d'or en C2 par équipe
- 2008 à Cracovie,  Pologne
  -  Médaille d'or en C2 par équipe
- 2013 à Cracovie,  Pologne
  -  Médaille d'or en C2 par équipe
- 2014 à Vienne,  Autriche
  -  Médaille d'argent en C2 par équipe
- 2017 à Tacen,  Slovénie
  -  Médaille d'or en C2 par équipe
- 2018 à Prague,  Tchéquie
  -  Médaille de bronze en C2 par équipe

### Championnat de France
- 2008 à Cergy Pontoise,  France
  -  Médaille d'argent en C2
- 2010 à Bourg-Saint-Maurice,  France
  -  Médaille d'or en C2
- 2013 à L'Argentière La Bessée,  France
  -  Médaille d'argent en C2
- 2014 à Pau,  France
  -  Médaille d'or en C2
- 2015 à Pau,  France
  -  Médaille d'argent en C2
- 2016 à Pau,  France
  -  Médaille d'or en C2

## Distinctions
- Chevalier de l'ordre national du Mérite (1er décembre 2016)[13]